# Urinotórax
El urinotórax se define como orina en la cavidad pleural que rodea los pulmones. Suele deberse a una uropatía obstructiva. Se diagnostica principalmente analizando el líquido pleural. El tratamiento implica tratar la afección subyacente, que generalmente da como resultado la resolución del urinotórax. Es una causa extremadamente rara de derrame pleural.

## Signos y síntomas
Las características de las personas afectadas por urinotórax están pobremente definidas. Los síntomas urológicos tienden a ocurrir, mientras que los síntomas respiratorios son típicamente inexistentes o leves. La dificultad para respirar, que ocurre en derrames pleurales de moderados a grandes, es el síntoma respiratorio más común. Otros síntomas incluyen fiebre, dolor abdominal, dolor de pecho y disminución de la micción. Por lo general, ocurre pocas horas después de la afección causante.

## Causas
El urinotórax suele ser causado por uropatía obstructiva. La uropatía obstructiva puede ocurrir a nivel de la vejiga urinaria o la uretra. Las causas obstructivas han sido causadas por enfermedad de la próstata, quiste renal, fibrosis retroperitoneal y riñón supernumerario. Los casos traumáticos tienden a ocurrir en un lado, mientras que los casos obstructivos tienden a ser bilaterales. En los casos causados por urinoma, el urinotórax suele estar del mismo lado. En raras ocasiones, puede estar en ambos lados o en el lado opuesto del urinoma. También puede ser causada por biopsia renal, trasplante de riñón, litotricia, nefrostomía con sonda fallida o cáncer del tracto urinario.

## Mecanismo
La lesión del tracto urinario puede resultar en acumulaciones de líquido conocidas como urinoma. Tiene olor a orina normal. La orina llega al espacio pleural retroperitonealmente (debajo del peritoneo) o a través de los vasos linfáticos retroperitoneales. La orina puede llegar al espacio pleural directa o indirectamente. Puede llegar directamente, atravesando los poros del diafragma debido a un gradiente de presión, o por la rotura de un urinoma que libera el contenido al espacio pleural. También puede llegar indirectamente, cuando un urinoma drena hacia el espacio pleural a través del enlace entre los linfáticos de las regiones retroperitoneal y pleural.

## Diagnóstico

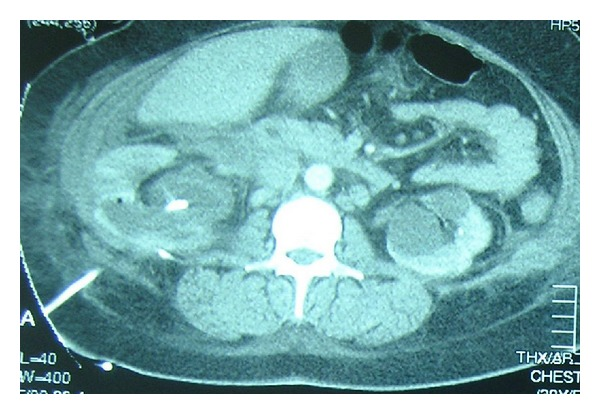
Tomografía computarizada que muestra un tubo de nefrostomía, indicado por la línea blanca en la parte inferior izquierda, en un caso de urinotórax en tratamiento.

Debido a que los síntomas principales suelen ser urológicos en lugar de respiratorios, la afección requiere la exclusión de otras afecciones y la identificación de síntomas específicos antes del diagnóstico. El análisis del líquido pleural es una forma de diagnosticar la afección. El líquido pleural suele ser de color pajizo y tiene un olor característico a amoníaco. El líquido generalmente tiene una cantidad de células nucleadas entre 50-1500 por cm3. El pH del líquido suele estar entre 5 y 7. Los factores primarios para diagnosticar el urinotórax por el líquido pleural incluyen un contenido bajo de proteínas y alto contenido de lactato deshidrogenasa. También se describen niveles bajos de glucosa y acidez, pero no son formas confiables de diagnosticar o descartar el urinotórax. El factor de diagnóstico químico más importante del líquido es que la proporción de creatinina a suero es más de 1 y generalmente más de 10.
La ecografía abdominal y la tomografía computarizada pueden ayudar a diagnosticar la afección subyacente del tracto genitourinario. Si otros métodos no son concluyentes, se puede hacer un diagnóstico preciso mediante una gammagrafía renal con tecnecio-99m, que muestra albúmina marcada con 99Tc que se trasloca al espacio pleural desde el tracto genitourinario.

## Tratamiento

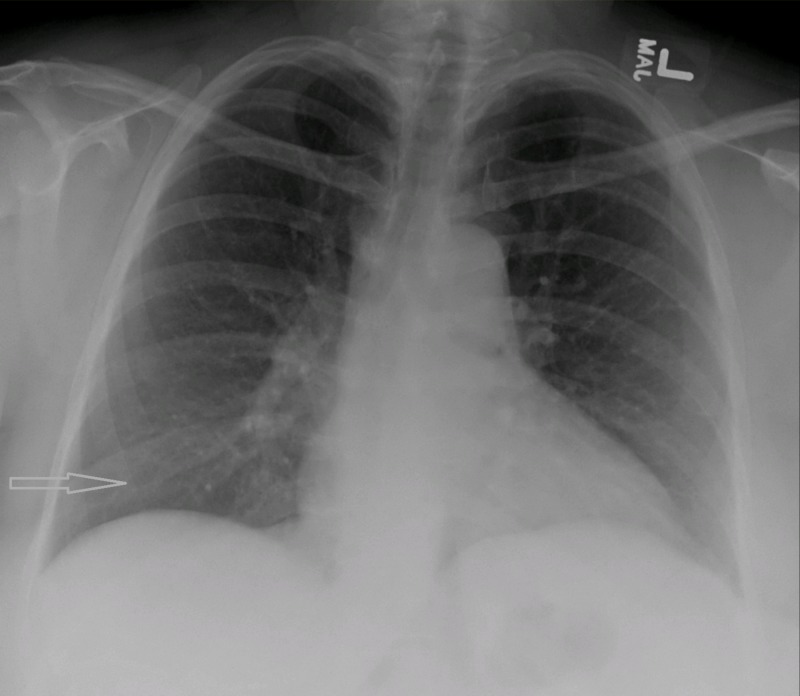
Radiografía de tórax que muestra la desaparición del urinotórax después del tratamiento.

El tratamiento consiste principalmente en tratar el trastorno subyacente del tracto genitourinario. Requiere de un equipo multidisciplinario que incluye un neumólogo y un urólogo. Se puede usar un tubo de nefrostomía o un catéter de Foley para aliviar cualquier obstrucción subyacente. Se reparan las lesiones. Cuando se aborda el trastorno subyacente, el urinotórax se resuelve rápidamente. La cirugía torácica generalmente no es necesaria, especialmente si los síntomas respiratorios son mínimos o inexistentes. La pleurodesis también es ineficaz.

## Pronóstico
Los urinotórax generalmente se resuelven espontáneamente sin recurrir después de que se trata el trastorno del tracto urinario subyacente.

## Epidemiologia
El urinotórax sigue siendo un diferencial raro, posiblemente infradiagnosticado, en el caso de derrame pleural trasudativo. Hasta enero de 2006 solo se notificaron 58 casos. En la bibliografía, hay menos de 100 casos notificados.